# Марк Емилий Павел (консул 255 пр.н.е.)
Вижте пояснителната страница за други личности с името Марк Емилий Павел.
Марк Емилий Павел (на латински: Marcus Aemilius Paullus) e политик на Римската република през 3 век пр.н.е.
Той произлиза от фамилията Емилии и е син на Марк Емилий Павел (консул 302 пр.н.е.).
През 255 пр.н.е. Павел е избран за консул заедно с колега Сервий Фулвий Пецин Нобилиор по времето на първата пуническа война. Те се бият в Сицилия.